# Jessie Harlan Lincoln
Jessie Harlan Lincoln (6 de noviembre de 1875 – 4 de enero de 1948) fue la segunda hija de Robert Todd Lincoln, nieta de Abraham Lincoln, y madre de Mary Lincoln Beckwith y Robert Todd Lincoln Beckwith, el último familiar descendiente del presidente Lincoln legal e indiscutiblemente acreditado.

## Biografía
Jessie Harlan Lincoln nació el 6 de noviembre de 1875, en Chicago, Illinois, hija de Mary Eunice Harlan y Robert Todd Lincoln. En el tiempo de su nacimiento, Robert Lincoln ejercía como abogado en Chicago. Era la menor de sus tres hijos.
La hermana y el hermano de Jessie eran, respectivamente:
- Mary "Mamie" Lincoln, 15 de octubre de 1869 - 21 de noviembre de 1938.
- Abraham "Jack" Lincoln II, 14 de agosto de 1873 - 5 de marzo de 1890.

Lincoln pasó parte de su niñez en Washington D. C., cuando su padre fue Secretario de Guerra de 1881 a 1885. Más tarde vivió en Londres, Inglaterra, cuando su padre fue ministro de Gran Bretaña desde 1889 a 1893. El hermano de Jessie, Abraham Lincoln II, murió el 5 de marzo de 1890 en Londres, a la edad de 16 años, y tres años más tarde, la familia regresó a Estados Unidos, instalándose en la residencia de la madre Mary Eunice Harlan en Mount Pleasant, lowa. Jessie y su hermana estudiaron piano en los cursos de verano del Iowa Wesleyan College en 1886. Más tarde fue iniciada en el Pleasant Chapter A de La Hermandad P.E.O el 31 de diciembre de 1895, una organización de la cual su hermana, Mary "Mamie" Lincoln, ya era miembro desde más de once años antes.
En 1919, mientras Lincoln estaba casada con su segundo marido, su padre estableció un fideicomiso para ella y su hermana, Mary Lincoln Isham. Para el fideicomiso de Isham, depositó 375 acciones de Commonwealth Edison con un valor accionario ligeramente superior a $38,000 dólares (Equivalente a $525,000 en el año 2016) y 1,000 acciones de National Biscuit por un valor de $85,000 dólares (equivalente a $1,174,000 en el año 2016). Para Jessie,  depositó 1,000 acciones de Commonwealth Edison por un valor de $101,750 dólares (Equivalente a $1,406,000 en el año 2016) y 1,000 acciones de National Biscuit por un valor de $85,000 dólares (equivalente a $1,174,000 en el año 2016). Se pretendió que Jessie recibiera más porque era a menudo irresponsable con sus finanzas. En 1920, depositó otras 1,250 acciones de Commonwealth Edison por un valor de $100,000 dólares (equivalente a $1,196,000 en el año 2016) al fideicomiso de Jessie.

## Vida personal

### Primer matrimonio
El 10 de noviembre de 1897, se casó con Warren Wallace Beckwith, en Milwaukee, Wisconsin, a las 2:30 de la tarde. Beckwith era miembro del Mt. Pleasant Fútbol Team aunque el padre de Jessie, Robert, se opuso fuerte y amargamente a esa unión. Creía que su relación había acabado hasta que la noticia de la fuga de la pareja le llegó a él y su familia. Se apresuró a ir a la habitación de Jessie sólo para encontrarla vacía y que Jessie se había casado varias horas antes. En el Condado de Des Moines, Iowa en 1898, dio a luz a su primera hija, Mary Lincoln Beckwith (1898–1975).
Continuó viviendo en Mount Pleasant, Iowa, y el 19 de julio de 1904 tuvo su segundo y último hijo, nombrado como su padre: Robert Todd Lincoln Beckwith (1904–1985).

### Segundo matrimonio
En 1907, Jessie se divorció de Warren Beckwith. Su segundo matrimonio fue con Frank Edward Johnson (nacido en 1873) en 1915.

### Tercer matrimonio
En 1926, Jessie se casó con su tercer y último marido, Robert John Randolph, un ingeniero eléctrico de la familia Randolph de Virginia. Sus dos últimos matrimonios no produjeron más hijos.

### Muerte
Desde 1946 hasta su muerte en 1948, Lincoln vivió en su finca de verano, Hildene, en Mánchester, Vermont. El 4 de enero de 1948, Jessie Harlan Lincoln murió a la edad de 72 años en el Hospital Rutland en Rutland, Vermont, el mismo sitio donde su hija, Mary moriría 27 años más tarde. Lincoln fue sepultada en el Cementerio Dellwood en Mánchester, Vermont.